# Hydroides salazarvallejoi
Hydroides salazarvallejoi är en ringmaskart som beskrevs av Bastida-Zavala och ten Hove 2002. Hydroides salazarvallejoi ingår i släktet Hydroides och familjen Serpulidae. Inga underarter finns listade i Catalogue of Life.